# Helmer Mörner
Helmer Mörner, né le 8 mai 1895 à Göteborg et mort le 5 janvier 1962 à Uppsala, est un cavalier suédois de concours complet.

## Carrière
Helmer Mörner participe aux Jeux olympiques d'été de 1920 à Anvers. Il remporte les médailles d'or des épreuves individuelle et par équipe de concours complet sur son cheval Germania.